# Tra le onde (film)
Tra le onde è un film italiano del 2021 diretto da Marco Amenta.

## Distribuzione
Il film è stato proiettato in anteprima il 28 settembre 2021 al Bari International Film Festival ed è stato presentato il 23 novembre 2022 in concorso al RIFF Rome Independent Film Festival. È stato distribuito nelle sale italiane il 1º dicembre 2022.